# Mimomenyllus
Mimomenyllus är ett släkte av skalbaggar. Mimomenyllus ingår i familjen långhorningar.
Kladogram enligt Catalogue of Life:
| Mimomenyllus | \| \| Mimomenyllus aruensis \| \| \| \| \| \| Mimomenyllus ochreithorax \| \| \| \| \| \| Mimomenyllus quadricostulatus \| \| \| \| |
|              | \| \| Mimomenyllus aruensis \| \| \| \| \| \| Mimomenyllus ochreithorax \| \| \| \| \| \| Mimomenyllus quadricostulatus \| \| \| \| |
|              | Mimomenyllus aruensis |
|              | |
|              | Mimomenyllus ochreithorax |
|              | |
|              | Mimomenyllus quadricostulatus |
|              | |